# Silvio Mohr

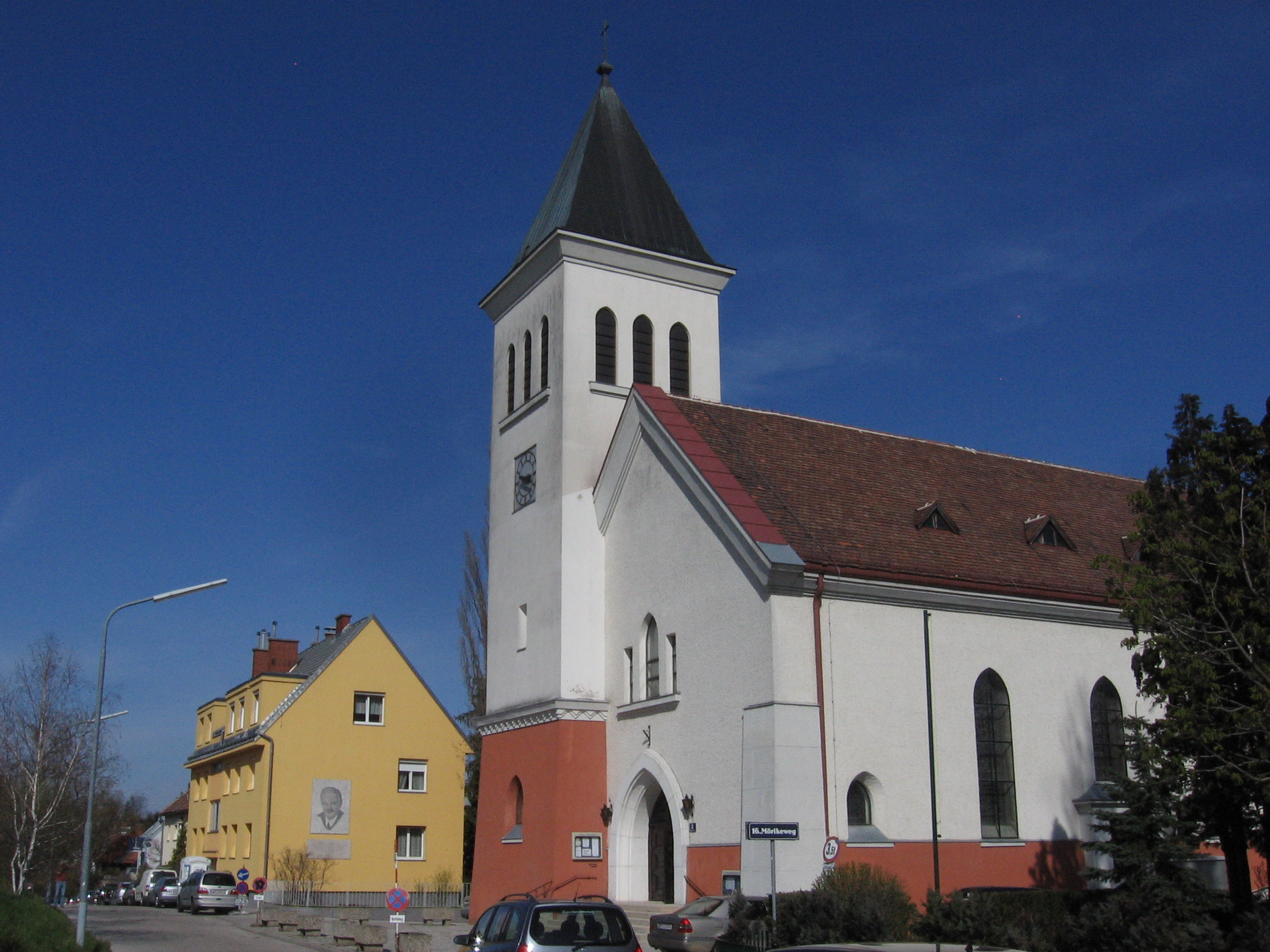
Pfarrkirche Starchant (1928–1929) von Silvio Mohr und Robert Hartinger

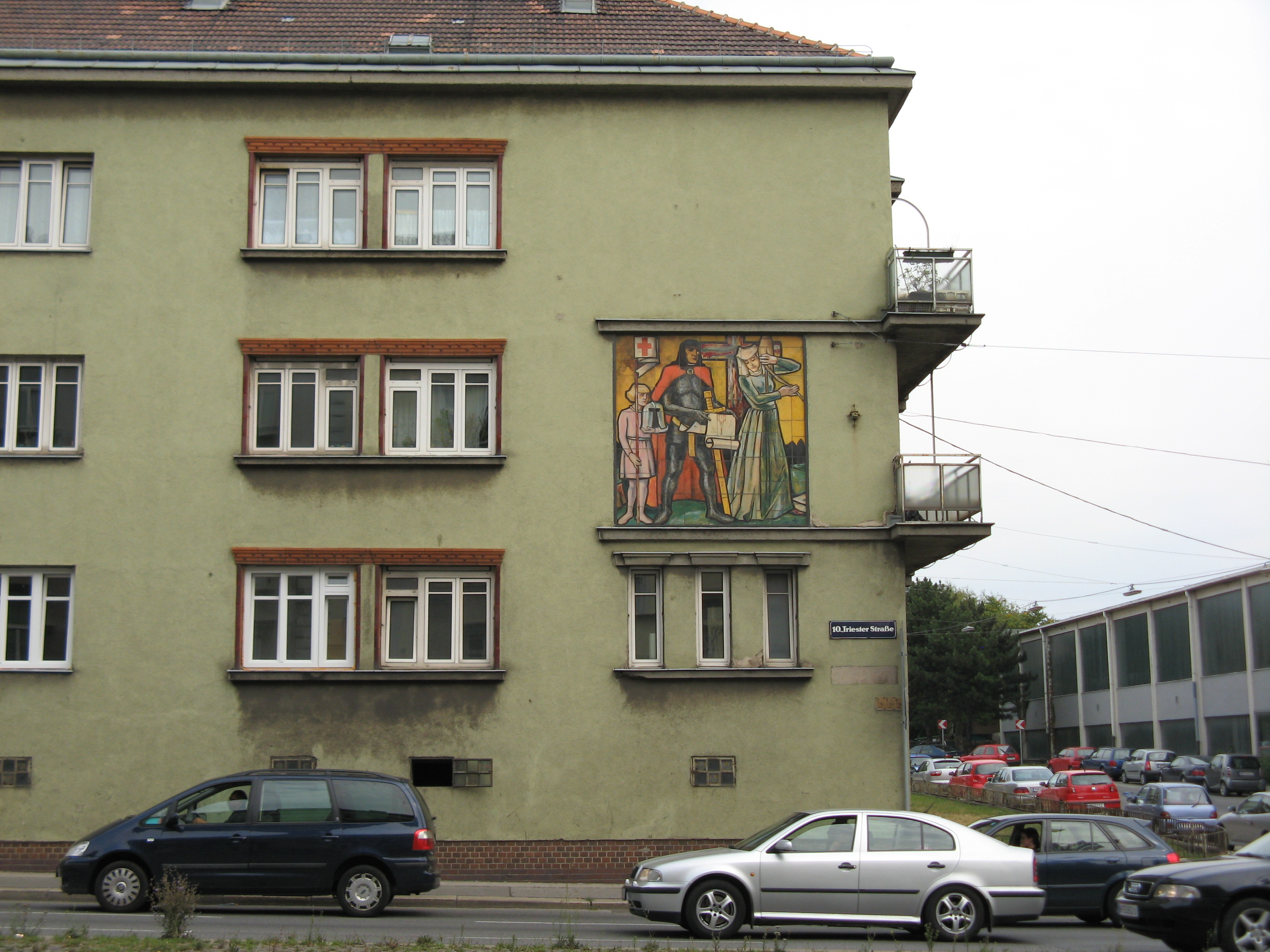
Wohnhausanlage der Gemeinde Wien (1932–1933) von Silvio Mohr und Robert Hartinger

Silvio Mohr (* 16. Juli 1882 in Wien; † 18. Februar 1965 in Iselsberg) war ein österreichischer Architekt.

## Leben
Silvio Mohr studierte von 1901 bis 1909 an der Technischen Hochschule in Wien bei Karl König Architektur, das er mit dem Doktorat abschloss. Noch während des Studiums und bis 1911 war er bei verschiedenen namhaften Architekten als Praktikant tätig. Ab diesem Zeitpunkt war Mohr freischaffend tätig und lehrte außerdem als Assistent an der Lehrkanzel für Hochbau der Technischen Hochschule. Er war während des gesamten Ersten Weltkrieges Soldat und beendete 1918 seinen Einsatz hochdekoriert als Hauptmann eines Artillerieregimentes.
Nach dem Krieg arbeitete Mohr hauptsächlich mit Robert Hartinger zusammen. Beide errichteten vornehmlich Siedlungen für Siedlungsgenossenschaften und die Gemeinde Wien, aber auch Wohnhäuser, Villen und Fabriken. Im Jahre 1929 wurde Mohr außerordentlicher Professor für Enzyklopädie des Hochbaus an der Fakultät für Maschinenbau und Chemie. Nach dem Tod seines Partners Hartinger führte er das Architekturbüro alleine weiter, gleichzeitig weitete sich ab 1940 seine Lehrtätigkeit aus. Während des Zweiten Weltkrieges galt Mohr als unabkömmlich und wurde Leiter eines Luftschutztechnischen Seminars von 1941 bis 1944. Wegen einer ihm nachgesagten homosexuellen Neigung verlor er allerdings 1944 seine Ämter und wurde bis Kriegsende inhaftiert. Nach dem Krieg zog er nach Osttirol und arbeitete nach längerem Warten auf seine Rehabilitierung dort noch im Alter als Architekt.

## Bedeutung
Silvio Mohr hatte eine konservative Ausrichtung als Architekt und war in der Zwischenkriegszeit auch immer wieder bei christlichsozialen Bauprojekten tätig. So bevorzugte er Wohnsiedlungen, die diesem Ideal näher kamen als die sozialdemokratischen Superblocks der gleichen Zeit. Er befasste sich auch mit dem Kirchenbau. Im Allgemeinen war Mohr darauf bedacht, seine Bauten der Umgebung und der regionalen Bauweise anzupassen, war aber auch für moderne Strömungen offen, wenn es die Auftragslage zuließ. Mohr baute hauptsächlich mit Partnern zusammen, so dass sein spezieller Anteil an den Bauten schwer zu bestimmen ist.

## Werke
- Siedlung Gartenheim, Wien 22 (1921), zusammen mit Robert Hartinger und Karl Krist
- Siedlung Starchant, Johann-Staud-Straße 12–24, Wien 16 (1922–1938), zusammen mit Robert Hartinger
- Kurheim St. Sebastian, Welser Straße 12–14, Bad Schallerbach (1924), zusammen mit Robert Hartinger
- Anbau für Christliches Gewerkschaftshaus, Laudongasse 16, Wien 8 (1925)
- Kristall-Eisfabrik, Pasettistraße 71–75, Wien 20 (1925–1926), zusammen mit Ferdinand Fuchsik
- Verwaltungsgebäude der Tabakregie, Schwaz in Tirol (1926)
- Siedlung der Österreichischen Tabakregie, Dr.-Karl-Dorrek-Straße 25–29, Schwaz in Tirol (1926–1929), zusammen mit Robert Hartinger
- Wohnbauten, Gmünd in Niederösterreich (1928)
- Pfarrkirche Starchant, Wien 16 (1928–1929), zusammen mit Robert Hartinger
- Wohnhausanlage der Gemeinde Wien, Triester Straße 85, Wien 10 (1932–1933), zusammen mit Robert Hartinger
- Siedlung Am Wienerberg, Weitmosergasse 1–59, Wien 10 (1932–1935), zusammen mit Robert Hartinger
- Wohn- und Geschäftshaus, St. Veiter Straße 15, Klagenfurt (1932–1935)
- Oberschule am Krautberg, Elsa-Brandström-Straße 5, Amstetten (1938–1939)
- Wallackhaus am Hochtor, Heiligenblut, Großglockner (1951)
- diverse Landhäuser in Osttirol (nach 1945)

Weiters errichtete Silvio Mohr eine Kirche in Vršac in Serbien, eine Lungenheilanstalt der Krankenkasse der Österreichischen Bundesbahnen in Judendorf-Straßengel in der Steiermark, eine Badeanlage in Klosterneuburg, Siedlungsbauten in Amstetten, Hainburg an der Donau und Tulln an der Donau, Grieskirchen, Lambach, Fürstenfeld und Wattens, sowie Villenbauten in Mödling und Nadelburg, die zeitlich nicht bestimmt werden können.

## Schriften
- Der Hochbau. Eine Enzyklopädie der Baustoffe und der Baukonstruktion. Springer Verlag, Wien 1936.